# Ascha (Schwarzach)
Die Ascha ist ein rechter bzw. nördlicher, rund 40 km langer Nebenfluss der Schwarzach in Bayern.

## Verlauf
Die Ascha entspringt in der Bügellohe als Weißbach, der zunächst über die Grenze nach Tschechien fließt, und südöstlich von Plöß (tschechisch: Pleš) an den Plößer und Wenzelsdorfer Hängen auf tschechischem Gebiet ungefähr 600 m nördlich der tschechisch-deutschen Grenze. Sie heißt hier Plešsky potok. Sie fließt nach Westen und überquert südöstlich von Friedrichshäng die deutsche Grenze. Bis Dietersdorf wird sie als "Weißbach" bezeichnet. Ab der Saubergbrücke erhält sie den Namen Ascha. Sie fließt, sich immer mehr nach Süden wendend, durch Schönsee, durchbricht das Gebirge zwischen Schwandner Höhen und Frauenstein-Massiv, schlängelt sich durch das Gaisthaler Becken und mündet schließlich bei Neunburg vorm Wald in die Schwarzach.
Der tschechische Anteil des Bachlaufes hat eine Länge von 2,5 Kilometern mit einem Einzugsgebiet von 0,58 km².

## Geschichte
Die Ascha (ursprünglich: Aschaha, dann: Aschach) gehört zusammen mit der Schwarzach und der Murach zu den Flüssen mit aus dem Slawischen stammenden Namen, die auf -aha enden. Bei diesen Flüssen wird eine Besiedelung ihrer Flusstäler und der diese umgebenden Landschaftsräume bereits vor dem Jahr 1000 angenommen, möglicherweise durch aus Böhmen eingesickerte Slawen und/oder Choden.
Schon seit dem 13. Jahrhundert existierten zwischen Dietersdorf und Gaisthal zahlreiche Mahl-, Papier- und Sägemühlen, sowie auch mehrere Eisenhämmer und Glasschleifen, welche die Wasserkraft der Ascha nutzten, die hier auf einer Strecke von nur 1,5 km einen Höhenunterschied von mehr als 100 m überwindet. Die letzten dieser Fabriken stellten nach dem Ende des Zweiten Weltkrieges ihren Betrieb ein. Heute gibt es nur noch wenige kleinere Wasserkraftwerke zur Stromerzeugung.

## Zuflüsse

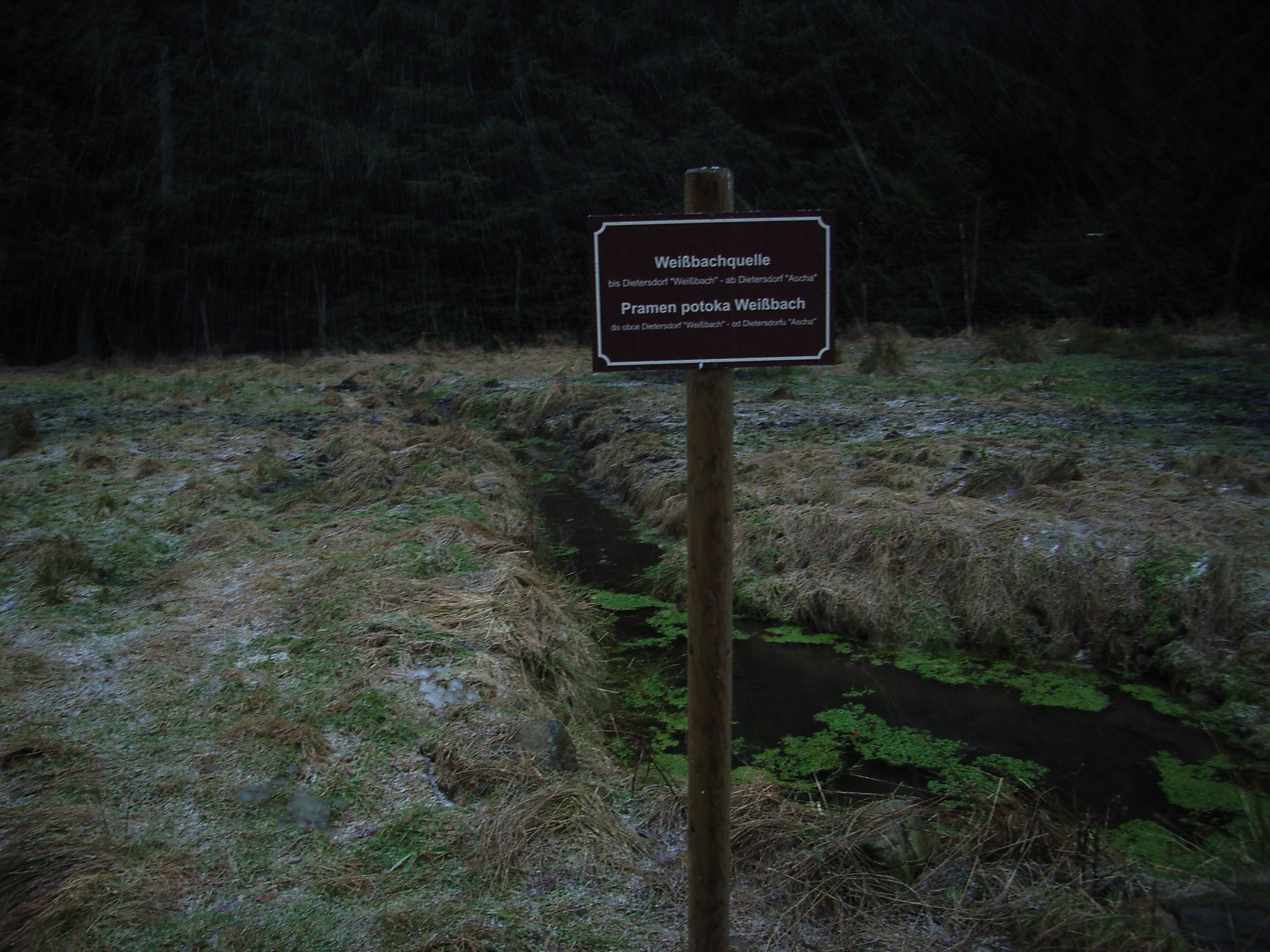
Eine der Aschaquellen in der Bügellohe, wo die Ascha noch Weißbach heißt (2012)

Von der Quelle zur Mündung. Auswahl.
- Lohbach, von links auf etwa 688 m ü. NHN in den linken Teilungsarm Neubach bei Weberhäuser
- Schwander Bach, von rechts auf etwa 633 m ü. NHN nach Schönsee
- Rosenhofbach, von rechts auf etwa 633 m ü. NHN
- Grenzbach, von links auf etwa 627 m ü. NHN nach dem Schallerhammer
- Forellenbach, von links auf etwa 625 m ü. NHN bei Muggenthal
- Agnesbach, von links auf etwa 592 m ü. NHN vor Rosenthal
- Pondorfbach, von links auf etwa 514 m ü. NHN nach Aschamühle
- Hütbach, von links auf etwa 506 m ü. NHN in Schneeberg
- Hornmühlbach, von rechts auf etwa 495 m ü. NHN bei Scheibenhaus
- Wollbüglbach, von rechts auf etwa 477 m ü. NHN vor Hohenthal
- Kirschenbach, von links auf etwa 447 m ü. NHN vor Steegen
- Hansenbach, von rechts auf etwa 430 m ü. NHN bei Bach
- Moosbach, von links auf etwa 422 m ü. NHN nach Katharinenthal